# جمعية صربيا الوطنية
الجمعية الوطنية أو البرلمان (بالإنجليزية: National Assembly)‏ هي الهيئة التشريعية في صربيا، التي تأسست في 1903، وتتكون من 250 مقعداً، يقع المقر الرئيسي لها في House of the National Assembly, Belgrade ‏.

## صلاحيات البرلمان
البرلمان (بالصربية: Narodna Skupština) هو هيئة تشريعية ذات مجلس واحد. من صلاحيات البرلمان:
- سن القوانين
- المصادقة على الميزانية
- جدولة الانتخابات الرئاسية
- اختيار وإقالة رئيس الوزراء ووزراء آخرين
- اعلان الحرب أو السلام
- التصديق على المعاهدات والاتفاقات الدولية
- تعديل الدستور والمصادقة عليه
- اتخاذ القرارات بشأن تغيير الحدود
- إعلان عن استفتاءات شعبية
- المصادقة على استراتجيات الدفاع
- منح العفو عن جرائم جنائية
- اختيار وإقالة من المناصب الرفيعة، على سبيل المثال القضاة

## الانتخابات
يتألف البرلمان من 250 عضوا ينتخبون بشكل متناسب لولاية مدتها أربع سنوات. تُعتبر صربيا مقاطعة انتخابية واحدة. تبلغ نسبة الحسم 5% وتقسيم المقاعد حسب طريقة هوندت. على البرلمان أن يجتمع قبل مرور شهر على موعد إعلان نتائج الانتخابات.
أكبر الأحزاب السياسية في صربيا حاليا هي حزب يمين الوسط الصربي التقدمي، ثم الحزب الديمقراطي من يسار الوسط والحزب الاشتراكي اليساري.

## أعضاء البرلمان
30% على الأقل من أعضاء البرلمان هن نساء. يمنع اعضاء البرلمان من مزاولة أي مهنة بالتوازي مع إشغالهم هذا المنصب منعًا لتضارب المصالح، ويتمتعون بحصانة برلمانية. تتشكل الأحزاب بعد أسبوع من موعد الانتخابات وعليها أن تضم على الأقل خمسة اعضاء.